# Сулейман Алескеров
Сулейман Ейюб огли Алеськеров (азерб. Süleyman Əyyub oğlu Ələsgərov; 22 лютого 1924, Шуша — 21 січня 2000) — радянський і азербайджанський композитор і диригент, професор, Народний артист Азербайджанської РСР (1974). Автор двох опер, дванадцяти оперет, численних симфонічних творів, кантат, п'єс, романсів і пісень, а також ряду навчальних посібників для загальноосвітніх шкіл.